# Sidi Boutayeb
Sidi Boutayeb (en àrab سيدي بوطيب, Sīdī Būṭayyib; en amazic ⵙⵉⴷⵉ ⴱⵓⵟⵢⵢⴱ) és una comuna rural de la província de Boulemane, a la regió de Fes-Meknès, al Marroc. Segons el cens de 2014 tenia una població total de 9.823 persones.